# Разяреният бик
„Разяреният бик“ (на английски: Raging Bull) е биографичен филм за американския боксьор Джейк Ла Мота от 1980 година, на режисьора Мартин Скорсезе с участието на Робърт Де Ниро, Джо Пеши и др.

## В ролите
| Изпълнител        | Роля               |
| ----------------- | ------------------ |
| Робърт Де Ниро    | Джейк Ла Мота      |
| Джо Пеши          | Джоуи Ламота       |
| Кати Мориарти     | Вики Ламота        |
| Николас Коласанто | Томи Комо          |
| Тереса Салдана    | Ленора Ламота      |
| Франк Винсент     | Салви Батс         |
| Джони Барнс       | Шугар Рей Робинсън |

## Продукция
Филмът се разпространява от киностудията Юнайтед Артистс, която първоначално не приема да финансира проекта. Появяват се опасения, че Асоциацията на американското кино ще го класифицира като филм от категория „Х“ поради голямото количество псувни, ругатни и насилие. Мартин Скорсезе и Робърт Де Ниро обаче преработват сценария и продължават работата.

## Награди и номинации
Робърт Де Ниро печели „Оскар“ за най-добра главна мъжка роля, единственият му „Оскар“ в тази категория. Освен това филмът носи „Оскар“ за най-добър монтаж на Телма Шунмейкър, чийто стил на работа се различава от този, използван в другите боксови филми като „Роки“ например. „Разяреният бик“ е номиниран и за „Оскар“ за най-добра поддържаща мъжка роля, най-добра поддържаща женска роля, най-добра кинематография, най-добър звук, най-добър режисьор и най-добър продуцент.
Филмът е поставен от Американския филмов институт в някои категории, както следва:
- АФИ 100 години... 100 филма – #24
- АФИ 100 години... 100 трилъра – #51
- АФИ 100 години... 100 филма (10-о юбилейно издание) – #4
- АФИ 10-те топ 10 – #1 Спорт

- През 1990 година филмът е избран като културно наследство за опазване в Националния филмов регистър към Библиотеката на Конгреса на САЩ. [2]